# Rogers Place
Rogers Place es un estadio cubierto de usos múltiples en Edmonton, Canadá. La construcción comenzó en marzo de 2014 y el edificio se inauguró oficialmente el 8 de septiembre de 2016. El recinto tiene una capacidad de 18,500 asientos como sala de hockey y 20,734 como sala de conciertos.
Reemplazó al Rexall Place (abierto en 1974) como la casa de los Edmonton Oilers, el recinto está ubicado en la cuadra entre las calles 101 y 104 y las avenidas 104 y 105.  El acceso de transporte público a la arena es proporcionado por el sistema del Edmonton Light Rail Transit  (estación MacEwan en la línea del metro ) y el autobús del servicio de transporte de Edmonton.

## Desarrollo

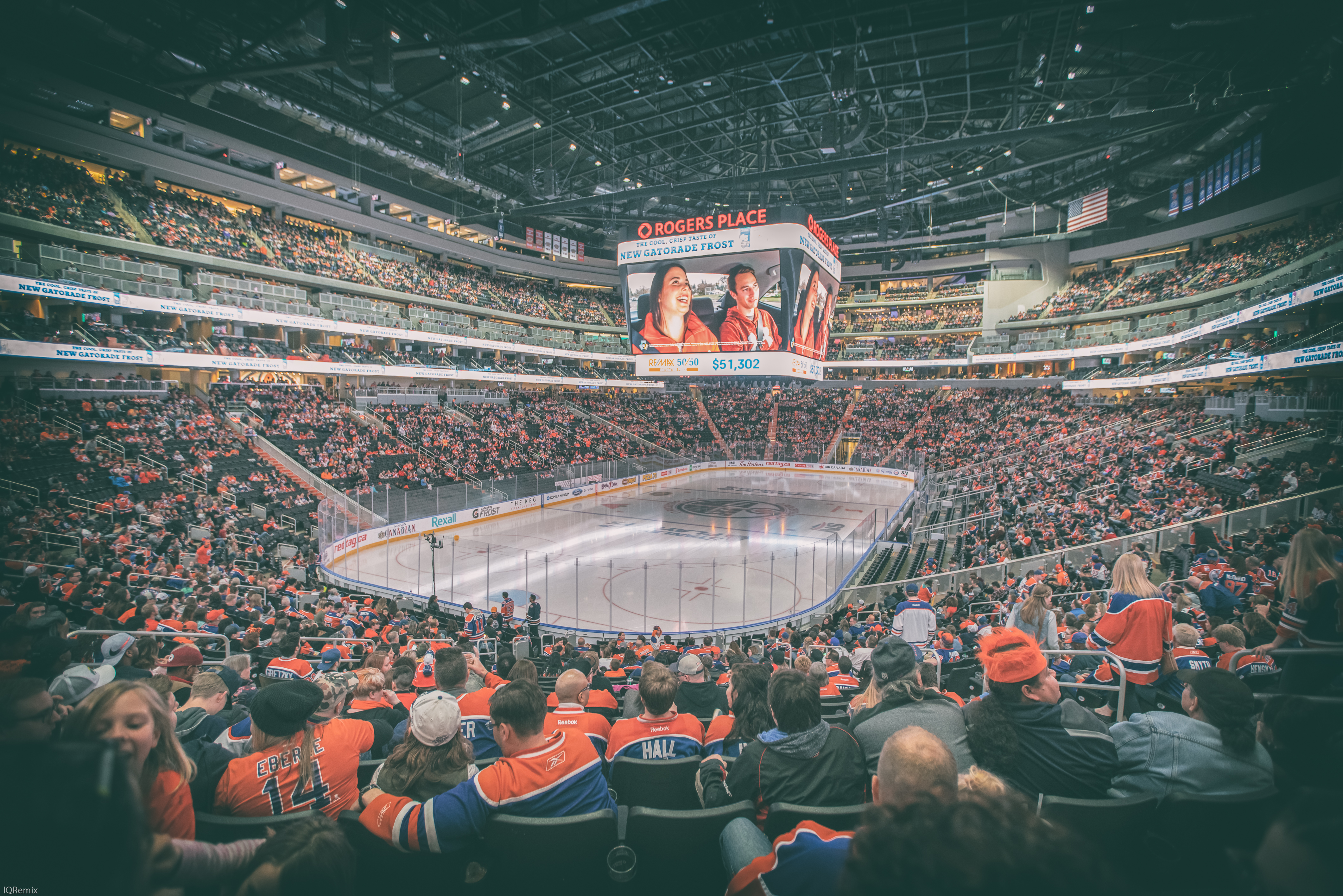
Rogers Place en abril de 2017 durante un juego de playoffs de la Copa Stanley 2017 contra los San Jose Sharks.

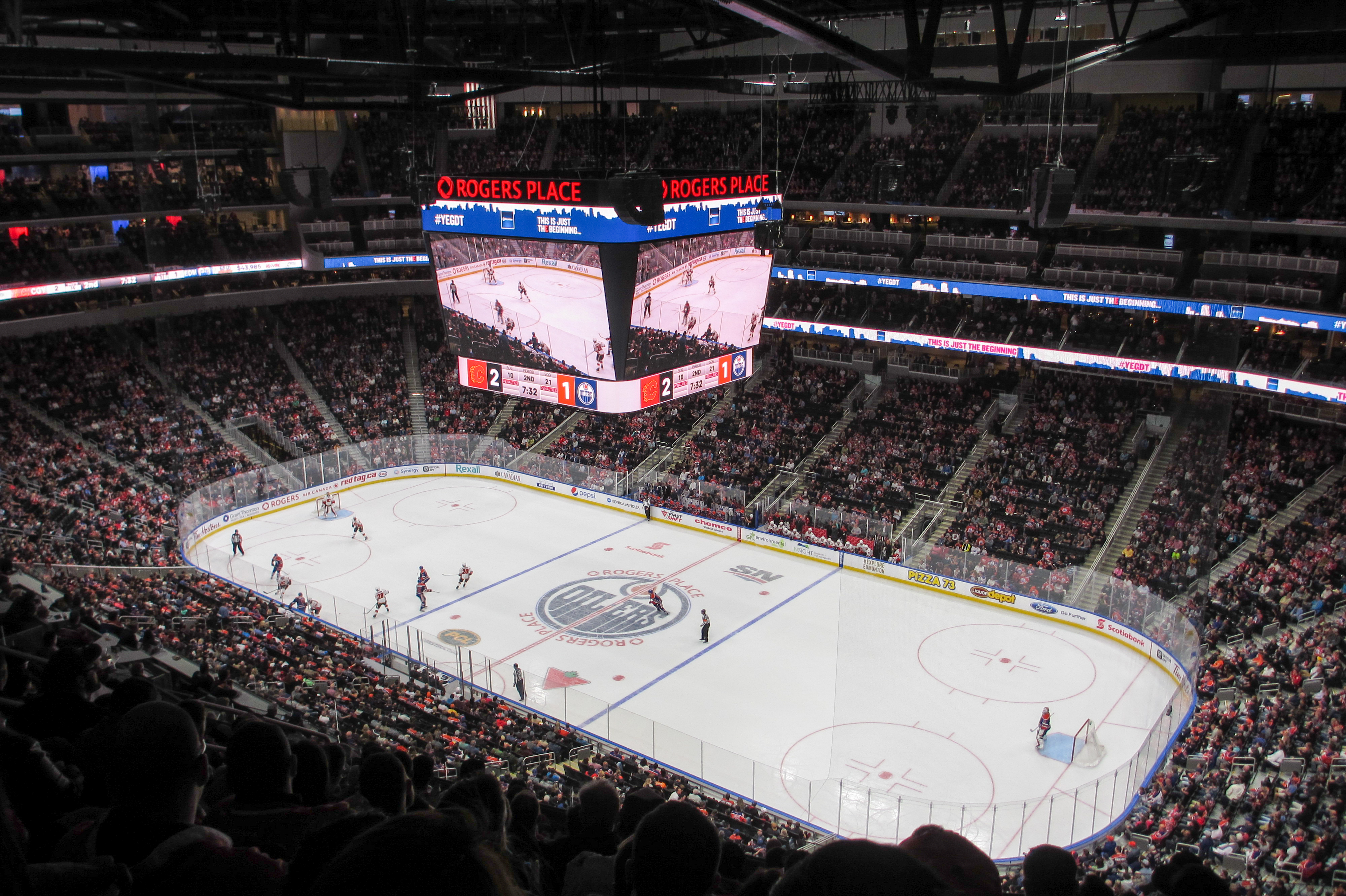
Rogers Place en septiembre de 2016 durante un juego de Edmonton Oilers de la pretemporada versus las Calgary Flames.

Inicialmente se estimó que el edificio de la arena costaba 450 millones de dólares. La ciudad de Edmonton pagaría $ 125 millones, el Katz Group of Companies contribuiría con $ 100 millones y $ 125 millones debían provenir de una tarifa de instalación pagada por el usuario. Se esperaba que el dinero restante procediera de la provincia o de agencias federales. El costo estimado luego aumentó sustancialmente durante las discusiones continuas a un precio estimado actual de $ 480 millones para la arena y $ 604.5 millones para todo el proyecto.
El 26 de octubre de 2011, el Ayuntamiento de Edmonton aprobó un marco de financiación para la arena con una votación de 10 a 3. Sin embargo, un año después, con el aumento de los costos y el aumento de las demandas del Grupo Katz, la ciudad aprobó una moción para poner fin a las negociaciones con el Grupo Katz y buscar un nuevo acuerdo o encontrar otras opciones, pero aún estaría abierta a comunicarse con Daryl Katz para futuras conversaciones.
El 15 de mayo de 2013, el Ayuntamiento de Edmonton aprobó un acuerdo en el que la ciudad de Edmonton y el propietario de Oilers, Daryl Katz, aportaron cada uno más dinero para compensar el déficit de $ 55 millones necesarios para construir el nuevo estadio del centro. Katz aportó $ 15 millones adicionales a través de Edmonton Arena Corporation y otros $ 15 millones provinieron del Community Revitalization Levy (CRL).
El 3 de diciembre de 2013, Rogers Communications anunció un acuerdo de derechos de nombre de 10 años para la nueva arena, en adelante conocida como Rogers Place. Rogers PLace es una de las tres instalaciones deportivas de la marca Rogersen Canadá (y una de las dos en la NHL), junto con el Rogers Centre en Toronto y el Rogers Arena en Vancouver.
La arena fue financiada por las siguientes fuentes:
- $ 279 millones de la tasa de revitalización de la comunidad (CRL) y otros ingresos incrementales (aumento de los ingresos por estacionamiento, reasignación del subsidio existente pagado a Northlands y nuevos impuestos de negocios en la arena).
- $ 125 millones de recargo por boletos en todos los eventos en la nueva arena.
- $ 137.81 millones de ingresos por arrendamiento de la arena.
- $ 23,68 millones en efectivo de Edmonton Arena Corporation.
- $ 25 millones de otras fuentes gubernamentales.

Se llegó a un nuevo acuerdo el 23 de enero de 2013 entre las dos partes para seguir adelante con la arena. El 11 de febrero de 2014, se anunció que el proyecto estaba completamente financiado y seguiría adelante. La construcción de la nueva arena se inició en marzo de 2014.

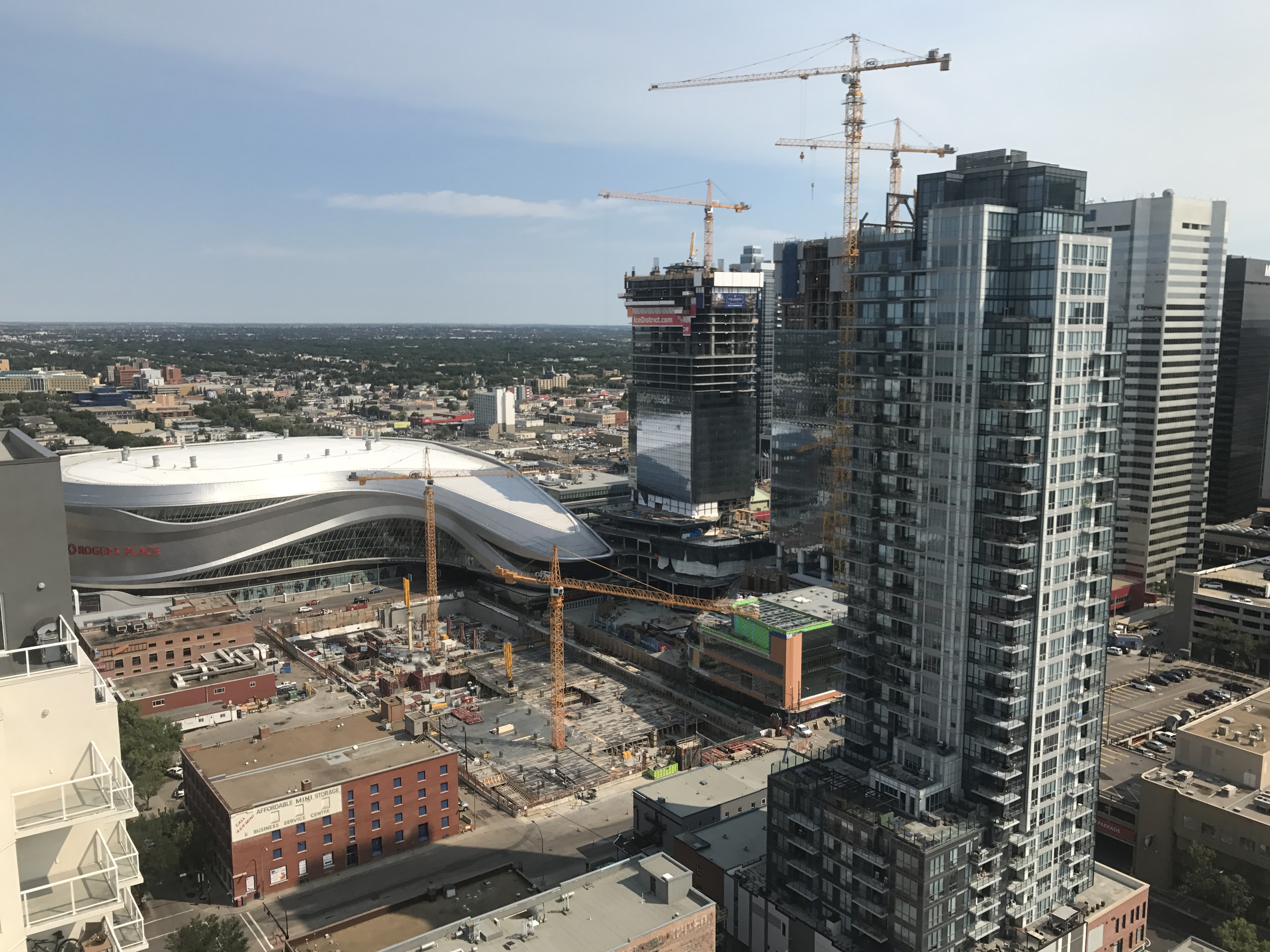
Construcción del distrito de hielo alrededor de Rogers Place en julio de 2017

La arena desencadenó una "explosión de hospitalidad" en el centro de la ciudad antes de que se rompiera el terreno, ya que las empresas competían por propiedades alrededor del lugar de la arena. A principios de 2014, había muchas menos opciones de arrendamiento o compra a medida que aumentaba la competencia, incluido Brad J. Lamb , quien anunció un par de nuevas torres de condominios por $ 225 millones.
Para diciembre, se estimó que $ 2.5 mil millones en el desarrollo del centro de Edmonton se habían conectado directamente a Rogers Place. El 13 de julio de 2015, se anunció que el distrito de la arena se marcaría oficialmente como Ice District , que se extiende desde la 103rd Avenue hasta la 106th Avenue. Ice District se ha clasificado como el distrito de arena de más rápido crecimiento en la historia de proyectos similares.

## Historia
Rogers Place abrió oficialmente el 8 de septiembre de 2016.
El primer juego de hockey jugado en la arena presentó a los Edmonton Oil Kings enfrentándose a los Red Deer Rebels en un partido de la WHL el 24 de septiembre de 2016. Trey Fix-Wolansky anotó el primer gol en la arena en la marca de 0:22 del segundo período en el que los Oil Kings ganarían el juego en un shoot out, marcando la primera victoria del equipo en el nuevo edificio.
Los Oilers jugaron su primer partido el 12 de octubre de 2016 contra sus rivales cercanos, los Calgary Flames. Antes del juego, hubo una ceremonia previa al juego con los ex Oilers Wayne Gretzky y Mark Messier,  donde se descubrió una estatua de Gretzky fuera de la arena. Patrick Maroon anotó el primer gol de la NHL en la arena, ya que los Oilers derrotaron a los Flames 7-4; obteniendo su primera victoria en el edificio. La primera temporada de los Oilers en la arena los vio clasificar para los playoffs por primera vez desde 2006, poniendo fin a una sequía de playoffs de 11 años. 
El primer partido de playoffs se jugó el 12 de abril de 2017, donde los Oilers perdieron en tiempo extra ante los San Jose Sharks 3-2. Dos días después, los Oilers consiguieron su primera victoria en los playoffs en la arena al derrotar a los Sharks 2-0.
La arena fue elegida para ser uno de los dos centros de los playoffs de la Stanley Cup 2020 durante la Pandemia de enfermedad por coronavirus de 2019-2020, albergando los playoffs de la Conferencia Oeste.